# Zdzisław Pelc
Zdzisław Maksymilian Pelc (ur. 29 maja 1933 w Bydgoszczy, zm. 25 kwietnia 2011 tamże) – inżynier, przedsiębiorca, działacz społeczny.
Studiował na Politechnice Poznańskiej i Wieczorowej Szkole Inżynierskiej, później był nauczycielem w szkołach technicznych w Bydgoszczy. W latach 70. zainicjował wiele przedsięwzięć w Bydgoszczy i województwie bydgoskim, m.in. społeczną budowę kładki nad Brdą w centrum Bydgoszczy oraz budowę wielu obiektów w Leśnym Parku Kultury i Wypoczynku w Myślęcinku. Na przełomie 1983/1984 był jednym z założycieli Kujawsko-Pomorskiego Związku Pracodawców. Wieloletni dyrektor Fabryki Okuć Meblowych „Fomix”.
Zmarł w szpitalu im. Jurasza na udar mózgu. Pochowany na cmentarzu komunalnym przy ul. Ludwikowo.
Miał dwóch synów, Piotra i Jacka.

## Odznaczenia
- Krzyż Oficerski Orderu Odrodzenia Polski[2] (2002)
- Krzyż Kawalerski Orderu Odrodzenia Polski (1989)
- Srebrny Krzyż Zasługi (1983)
- Odznaka Honorowa „Za szczególne zasługi dla rozwoju województwa bydgoskiego”
- Odznaka Honorowa „Za zasługi dla miasta Bydgoszczy”